# مهران كريمي ناصري
مهران كريمي ناصري (1945، مسجد سليمان - 12 نوفمبر 2022، باريس)؛ لاجئ عديم الجنسية من أصل إيراني، اشتهر باسم سير الفريد مهران، عاش في الصالة رقم واحد في مطار باريس شارل ديغول الدولي الفرنسي من تاريخ 8 أغسطس 1988 وحتى أغسطس 2006.

## عنه
ولد مهران في المجمع السكني التابع لشركة النفط الإنجليزية الفارسية والتي تقع في مدينة مسجد سليمان (إيران) لأب إيراني يعمل طبيبًا في نفس الشركة وأم إسكتلندية (على حد قول مهران) تعمل ممرضة.
انتقل مهران عام 1973 إلى المملكة المتحدة ليلتحق بجامعة برادفورد للحصول على شهادة جامعية في الدراسات اليوغوسلافية، وأثناء إقامته هناك شارك في مظاهرة ضد شاه إيران محمد رضا بهلوي وذلك في شهر مارس 1974.
اضطر مهران بسبب ضائقة مالية العودة إلى إيران في 7 اغسطس 1975، وعند وصوله إلى مطار طهران على حد قوله، اقتيد مباشرة إلى سجن إيفين من قبل الشرطة السرية الإيرانية وسجن وعذب لمدة أربعة شهور، نُفي بعدها إلى خارج الوطن، وهذه القصة لم يثبت صحتها، ولكن من المؤكد مشاركته في تظاهرة طلابية في عام 1970 ضد قانون صدر من جامعة طهران، وعليها استجوب مع 20 من الطلاب عن تلك المظاهرة، ولم يكن هناك أي شكل من أشكال التعذيب أثناء التحقيق.

## التجوال في أوروبا
عند عودة مهران إلى أوروبا، تقدم بطلب لجوء إلى كل من ألمانيا الغربية (آنذاك) وهولندا في عام 1977 ولكن طلبه قوبل بالرفض من البلدين، وتقدم بطلب لجوء آخر في عام 1978 إلى فرنسا فرفض أيضًا، وإلى إيطاليا في عام 1979 وجاءه الرفض، وتقدم بطلب جديد إلى فرنسا عام 1980 فرفض مما دعاه إلى تقديم التماس فرفض أيضا، وتقدم بطلب هجرة إلى المملكة المتحدة فرفض ومنع من دخول البلاد عن طريق مطار هيثرو وطرد فعاود المحاولة لدخول ألمانيا الغربية ولكنه طرد أيضا إلى الحدود البلجيكية حينها سمحت له السلطات البلجيكية بالدخول إلى أراضيها.
في تاريخ 7 أكتوبر 1980، وافقت مفوضية اللاجئين العليا لشؤون اللاجئين التابعة للأمم المتحدة في بلجيكا على منح مهران حق اللجوء في بلجيكا نفسها، وقد عاش فيها حتى عام 1986 عندما قرر أن يعيش في المملكة المتحدة.
على حد قول مهران فقد سُرقت حقيبته اليدوية الحاوية على جميع أوراقه الثبوتية عندما كان في محطة القطارات في باريس متوجهًا إلى مطار شارل دي غول الدولي، وتمكن فعلًا من الصعود إلى الطائرة متوجهًا إلى المملكة المتحدة ولكن عند وصوله مطار هيثرو بدون الأوراق الثبوتية، قرر المسؤولون في المطار إرجاعه إلى مطار شارل دي غول الدولي مرة أخرى، وعند وصوله لم يستطع إثبات هويته فنقل إلى منطقة الانتظار للتأكد والبث في شؤون الركاب الذين لا يمتلكون الأوراق الثبوتية المطلوبة. وكان ذلك الانتظار اللا منتهي، حيث مكث في المطار لمدة 18 سنة.

## حياته في المطار

غلاف كتاب رجل الصالة من تأليف مهران كريمي وأندرو دونكين.

على مدى السنين، تأقلم مهران على حياة المطار، فكان يستيقظ في الخامسة صباحا ليغتسل في دورات المياه حيث كان في غاية النظافة، اعتاد العاملون في المطار على غسل ثيابه، وتبرعوا له بأريكة ليرتاح عليها، اعتاد على سماع المذياع وقراءة الكتب وكتابة مذكراته اليومية والتي بمساعدة الكاتب البريطاني آندرو دونكين حوّلت إلى كتاب نشر في كل من بريطانيا، ألمانيا، بولندا، اليابان والصين، وقد وصفته جريدة التايمز اللندنية بأنه «كتاب رائع ومزعج جدا».
كما كان مهران محاطا بالصناديق حيث كان يقيم، وذلك في قاعة المغادرة عند التقاء المحال التجارية والمطاعم في الدور السفلي ولم يكن يزعج المسافرين أو يتحدث معهم وذلك لأنه لم يلفت الأنظار، وكان قريبا من محلات ريلاي الشهيرة التي كانت تبيع كتابه الذي أصدره.
ومع مرور الوقت، نسي أو «تناسى» مهران هويته وأصبح يدعى سير الفريد (Sir, Alfred) وكان غالبا لا يرد على من يناديه باسم مهران، ومن الرسائل الكثيرة التي كانت ترسل له من السلطات المختلفة، استلم رسالة من السلطات البريطانية موجهة باسم سير الفريد وليس مهران.

## صراع البقاء
سلمت حقوق الإنسان في فرنسا قضية مهران إلى محامٍ يدعى كريستيان بورغت والذي استطاع أن يفوز بحكم محكمة في عام 1992 يفيد بأن الحكومة الفرنسية لا يمكنها طرد مهران حيث أنه دخل البلاد بطريقة لجوء شرعية، ومع ذلك لم تتمكن المحكمة من إلزام السلطات الفرنسية بمنح مهران حق اللجوء أو السماح له بدخول أراضيها، وبذلك بقي مهران في طي النسيان وضمن حدود محطة المطار.
توجه المحامي كريستيان إلى السلطات البلجيكية في محاولة منه لإعادة إصدار أوراق اللجوء الذي منحت لمهران في عام 1980، إلا أن السلطات البلجيكية رفضت الطلب حيث أن القانون هناك يمنع إرسال أوراق اللجوء لأي كان في البريد العادي وإنما تسلم باليد لنفس الشخص، هذا وينص القانون البلجيكي أيضا على أن أي لاجئ يترك البلاد برغبته، يسقط عنه حق اللجوء والعودة. وفي عام 1995، وافقت السلطات البلجكية على إصدار أوراق اللجوء مرة أخرى لكن بشرط عودة مهران إلى أراضيها والدخول تحت بند قانون العمل الاجتماعي ولكن مهران رفض ذلك معللًا أنه لم يكن يريد أن يعيش في بلجيكا حتى عندما كان لاجئًا فيها.
في عام 1999، منحت الحكومة الفرنسية تأشيرة إقامة مؤقتة لمهران وجواز سفر لاجئ لإعطائه الفرصة ليدخل فرنسا ويعيش فيها ولكن مهران رفض الأمر معللا ذلك بأن الحكومة الفرنسية أخطأت في تحديد هويته. وكان ذلك الرفض وعدم تقبله لفكرة أنه إيراني الأصل بالإضافة إلى ادعائه الذي ظهر فجأة بأنه لا يتحدث الفارسية عبارة عن مؤشرات لبداية اضطرابات نفسية تعرض لها.

## حياته خارج المطار
نقل مهران في تاريخ 1 أغسطس 2006 إلى المستشفى بعد تدهور حالته الصحية، كما أن أغراضه الشخصية لم تعد موجودة ولا حتى الأريكة التي كان يستلقي عليها، وفي بدايات عام 2007 استلمت قضيته من قبل مكتب الصليب الأحمر الفرنسي في مطار شارل ديغول، ووضع في فندق قريب من المطار، وفي تاريخ 6 مارس 2007 أدخل إلى مركز إيمايوس في باريس.

## وفاته
توفي مهران ناصري، في يوم السبت 12 نوفمبر 2022 الموافق 18 ربيع الآخر 1444 هـ في باريس عن عمر ناهز 77 عامًا.

## مهران والسينما
- قصة مهران كانت مصدر الإلهام للفيلم الفرنسي «ضائع في الترانزيت» والذي أُنتج في عام 1993 من بطولة الممثل الفرنسي جان روشفور.
- كما يقال إن قصة مهران مصدر الإلهام للفيلم الأمريكي الشهير «ذا ترمينال» أو (The Terminal) الذي أُنتج في عام 2004، من إخراج المخرج العالمي ستيفن سبيلبيرغ وبطولة الممثل توم هانكس، هذا ومع أن مهران هو فكرة الفيلم وقد استلم مبلغا من المال مقابل التنازل عن قصته لشركة دريم وركس (Dreamworks) كما ذكرت مصادر كثيرة منها جريدة الغارديان، إلا أنه لم يذكر اسمه في أي من وسائل الدعاية للفيلم ولا أقراص الدي في دي التي صدرت ولا حتى موقع الفيلم الرسمي، هذا وقد ظهر لاحقا في صورة دعائية للفيلم وهو يقف وخلفه صورة الممثل توم هانكس.

## من أقواله
- «أنا مواطن مطار شارل دي غول.»
- رغبتي في الذهاب إلى أمريكا زادت بسبب فيلم «ذا ترمينال».
- «ربما لا أفعل أحيانًا ما يفعله توم هانكس.»

## روابط خارجية
- الموقع الرسمي للفيلم الأمريكي المحطة أو The Terminal
- الفيلم الفرنسي ضائع في الترانزيت أو Tombés du ciel
- كتاب «رجل المحطة» أو The Terminal Man للكاتب اندرو دونكين ومهران كريمي ناصري
- الرجل الذي ظل عالقا في باريس منذ عام 1988 لعدم حيازته لأوراق تثبت حقوقه مقالة من مجلة The Straight Dope بتاريخ 20 أغسطس 1999 .
- مقالة عن قصة مهران كريمي من موقع snopes.com .
- مقالة للكاتبة كاثي هاديزاده بتاريخ 1 أغسطس 2003 في الجريدة الأمريكية «لا برينسا سان دييغو» (La Prensa San Diego)
- مقالة بتاريخ 6 سبتمبر 2004 في جريدة الغارديان بعنوان «الرجل الذي فقد ماضيه»